# Saint-Charles (Marseille)
Pour les articles homonymes, voir Saint-Charles.
Saint-Charles est un quartier du 1er arrondissement de Marseille.
Il inclut la gare principale de Marseille.